# Club Universidad Autónoma de Chihuahua
El Club Universidad Autónoma de Chihuahua, conocido más comúnmente como UACH F.C. y en ocasiones como la Universidad Autónoma de Chihuahua Futbol Club, o los Dorados de Chihuahua, fue un equipo de fútbol profesional mexicano de la Segunda División de México, el cual tuvo su sede en la ciudad de Chihuahua, Chihuahua.

## Historia
Sus antecedentes en el ámbito futbolístico fueron: el Atlético Chihuahua y los Dorados de Chihuahua, de segunda y tercera división respectivamente, los cuales tuvieron efímera existencia.
Este equipo fue fundado a iniciativa de Gobierno del Estado y la Universidad Autónoma de Chihuahua en el año 2006 con el nombre de Dorados Fuerza UACH, teniendo su debut en el Torneo de Apertura 2006. Durante sus primeros dos torneos se sufrió para obtener los resultados deseados, por lo cual se llegó a hablar de problemas de descenso.
Para la temporada 2007-08, se logró la mejor campaña del equipo, al quedar en primer lugar de la tabla de los no filiales y en tercero general de la Zona Norte en el Apertura 2007; lo cual le dio el derecho a disputar su primera liguilla, en la cual quedaron eliminados en la primera ronda (octavos) por el Atlético Cihuatlán. Ya para el Clausura 2008, el equipo logró quedar como primero general de la zona norte, empatado en puntos con Bravos de Nuevo Laredo, pero con una mejor diferencia de goles, logrando así el pase a su segunda liguilla, en la cual, la historia se volvió a repetir, quedando fuera a las primeras de cambio, esta vez ante el conjuntos de Vaqueros de Ixtlán. Después siguieron dos torneos cortos que comenzaron muy bien, teniendo el sabor de invictos durante casi todo el torneo y accediendo al final frente a los Loros de la U de Colima y los Dorados de los mochis la clasificación a dos liguillas seguidas.
En enero de 2019 el equipo cambió su nombre y pasó a llamarse Club Universidad Autónoma de Chihuahua. En junio de 2020 el equipo deja de competir por problemas económicos.
En 2022 el equipo cedió su franquicia al Grupo Xoy Capital para dar origen al Chihuahua Fútbol Club que pasó a ocupar su lugar en la Serie A de México.

## Estadio
El primer estadio en albergar a UACH F.C., fue el Estadio de la Ciudad Deportiva, el cual tiene una capacidad cercana a los 4,000 espectadores, este estadio albergó al equipo en los torneos Apertura 2006 y Clausura 2007.
Para el torneo Apertura 2007, los Dorados se mudaron al nuevo estadio de la UACH, el Estadio Olímpico Universitario, el cual tiene una capacidad para 22,000 espectadores y cuenta con pastos sintético y pantalla gigante, lo que lo convierte en uno de los mejores del norte del país.

## Directores técnicos
- Ignacio Negrete (2006-07)
- Heriberto Olivares (2007-08)
- Héctor Gamboa (2008-2010 )
- Hugo Saucedo (2010-2011)
- Francisco Gamboa (2011-2014)
- Jonás Pérez Murillo (2014-2015)
- Francisco Gamboa (2015-2018)
- Diego López (2018-2019)
- José Kanahan (2019-2020)

## Afición
El equipo cuenta con una base fiel de aficionados, la cual es generalmente estudiantil, entre ellos con la barra ¨Gloriosa 614¨ quienes actualmente se dan cita cada viernes en el estadio para alentar al equipo y se han consolidado como los principales alentadores de UACH F.C., este grupo está en proceso de acreditación por la misma institución educativa para así tener un registro absoluto de sus integrantes y de este modo fomentar el buen ambiente y el respeto a las familias asistentes al estadio.
UACH F.C. es orgullosamente representante de la máxima casa de estudios del estado grande y pioneros de la Renovación Universitaria.

## Patrocinadores
- Alsuper.
- Carl's Jr..
- Coca-Cola.
- Gobierno del Estado de Chihuahua.
- Instituto Chihuahuense del Deporte y la Cultura Física.
- Leche Zaragoza.
- Telcel

## Palmarés

### Torneos amistosos
- Copa Piedras Negras(1): 2007

## Temporadas
| Temporada          | División           | Posición               |
| ------------------ | ------------------ | ---------------------- |
| Apertura 2007      | 3.Segunda División | 2o.Zona N (Octavos)    |
| Clausura 2008      | 3.Segunda División | 1o.Zona N (Octavos)    |
| Apertura 2008      | 3.Segunda LPA      |                        |
| Clausura 2009      | 3.Segunda LPA      |                        |
| Apertura 2009      | 3.Segunda LPA      | Zona Norte             |
| Bicentenario 2010  | 3.Segunda LPA      | Zona Norte             |
| Independencia 2010 | 3.Segunda LPA      |                        |
| Revolución 2011    | 3.Segunda LPA      |                        |
| Apertura 2011      | 3.Segunda LPA      |                        |
| Clausura 2012      | 3.Segunda LPA      |                        |
| Apertura 2012      | 3.Segunda LPA      | Grupo I                |
| Clausura 2013      | 3.Segunda LPA      | 13°. General           |
| Apertura 2013      | 3.Segunda LPA      | 11°. General           |
| Clausura 2014      | 3.Segunda LPA      | 24°. General           |
| Apertura 2014      | 3.Segunda LPA      | 13°. Grupo I           |
| Clausura 2015      | 3.Segunda LPA      | 14°. General           |
| Apertura 2015      | 3.Segunda LPA      | 9°. Grupo I            |
| Clausura 2016      | 3.Segunda LPA      | 14°. Grupo I           |
| Apertura 2016      | 3.Segunda LPA      | 9°. Grupo I            |
| Clausura 2017      | 3.Segunda LPA      | 7°. Grupo I            |
| Apertura 2017      | 3.Segunda Serie A  | 10o. Grupo I (Cuartos) |
| Clausura 2018      | 3.Segunda Serie A  | 16o. Grupo I           |
| 2018/2019          | 3.Segunda Serie A  | 5°. Grupo I (Cuartos)  |
| 2019/2020          | 3.Segunda Serie A  | 8°. Grupo I            |

## Dorados "B"
| Temporada | División           | Posición       |
| --------- | ------------------ | -------------- |
| 2016/2017 | 5.Tercera División | 4o. Grupo XIV  |
| 2017/2018 | 5.Tercera División | 5o. Grupo XIII |